# Marcel Somers
Marcel A. J. Somers (født 1960, Vlissingen Nederlandene) er en dansk-gift nederlandsk professor og sektionsleder i materiale- og overfladeteknologi på Institut for Mekanisk Teknologi på Danmarks Tekniske Universitet. Han har arbejdet særlig meget med interaktioner mellem gas og metal i overfladestrukturer, høj-temperatur korrosion samt med karakterisering af metallernes mikrostrukturer med bl.a. mikroskopi, diffraktion og spektroskopi.
Somers blev uddannet i fysisk metallurgi på Technische Universiteit Delft, hvor han gik fra 1978-1985. Herefter læste han en ph.d. samme sted, hvilket han færdiggjorde i 1989. Han blev ansat på Philips Center for Materials, Technology and Innovation, hvor han var sektionsleder i avanceret materialekarakterisering. I 1990 blev han ansat på universitet i Delft igen. Her var han frem til 1997, hvor han blev professor på Danmarks Tekniske Universitet i Lyngby. I 2000 blev han sektionsleder i materialeteknologi. I 2014 blev han udnævnt til sektionsleder for for Center for Olie og Gas, hvorefter han varetog sin rolle som sektionsleder for materialeteknologi i mindre grad. Han har også, sammen med Thomas Lundin Christiansen og Thomas Strabo Hummelshøj, grundlagt virksomheden Expanite, en spin-out fra DTU, som har kommercialiseret den grundlæggende forskning indenfor overfladehærdning af rustfrit stål. I 2014 var han med-stifter af TRD Surfaces, som også er baseret forskningsresultater på DTU.
Somers har skrevet tæt på 300 videnskabelige artikler, kapitler til adskillige lære- og fagbøger og bidrag til konferencer. Han har også udtaget flere patenter.
Desuden har han modtaget adskillige priser for sin forskning. I 1989 fik han Brandsma prisen for sit Ph.D. arbejde, han fik ASM European Lecturer-award i 1999 og året efter fik han Reinholdt W. Jorck-prisen. I 2007 fik hans DTU's innovationspris for innovering af rustfrit ståls overfladehærdning. I 2014 fik hans Alexander Foss' Guldmedalje (opkaldt efter ingeniøren Alexander Foss), der bliver uddelt for fortjenstfulde arbejder inden for ingeniørvidenskaben. I 2016 blev udnævnt Fellow af ASM International, verdens største faglige forening indenfor metalliske materialer med over 30.000 medlemmer. Fellow of ASM International hæderen er kun én gang tidligere tildelt en metalforsker i Danmark. Han er medlem af Akademiet for de Tekniske Videnskaber, hvor han har været medlem siden 1999. I pI 2004 blev han medlem af Statens Teknisk-Videnskabelige Forskningsråd, som senere blev til Forskningsrådet for Teknologi og Produktion, hvor han i perioden 2007-2009 var formand. Somers har desudenspillet en stor rolle i formuleringen af ansøgningen til elektronmiskokopicentret Center for Electron Nanoscopy og scientific framework for Danish Hydrogen Research and Technology Center, begge ved DTU, Lyngby.